# Peace River North (circonscription britanno-colombienne)
Pour les articles homonymes, voir Peace River.
Circonscription électorale provinciale du Canada
Peace River North est une circonscription provinciale de la Colombie-Britannique représentée à l'Assemblée législative de la Colombie-Britannique depuis 1991.

## Géographie
En 2020, la circonscription représente les districts régionaux de Northern Rockies, Peace River dans le nord-est de la province. Les villes de la circonscription sont Fort St. John, Fort Nelson, Taylor et Hudson's Hope, ainsi que les communautés de Cecil Lake, Upper Halfway, Wonowon, Two Rivers, Osborne, Buick, Pink Mountain, Kwadacha (en) (Fort Ware), Prophet River (en), Steamboat, Kahntah, Summit Lake (en), Muncho Lake (en) et Fireside (en).

## Liste des députés
| Législature                                                  | Années                                                       | Député                                                       | Député                                                       | Parti                                                        |
| Peace River North Circonscription issue de North Peace River | Peace River North Circonscription issue de North Peace River | Peace River North Circonscription issue de North Peace River | Peace River North Circonscription issue de North Peace River | Peace River North Circonscription issue de North Peace River |
| ------------------------------------------------------------ | ------------------------------------------------------------ | ------------------------------------------------------------ | ------------------------------------------------------------ | ------------------------------------------------------------ |
| 35e                                                          | 1991–1994                                                    |                                                              | Richard Neufeld                                              | Créditiste                                                   |
| 35e                                                          | 1994-1996                                                    |                                                              | Richard Neufeld                                              | Réformiste                                                   |
| 36e                                                          | 1996–1997                                                    |                                                              | Richard Neufeld                                              | Réformiste                                                   |
| 36e                                                          | 1997-2001                                                    |                                                              | Richard Neufeld                                              | Libéral                                                      |
| 37e                                                          | 2001–2005                                                    |                                                              | Richard Neufeld                                              | Libéral                                                      |
| 38e                                                          | 2005–2009                                                    |                                                              | Richard Neufeld                                              | Libéral                                                      |
| 39e                                                          | 2009–2011                                                    |                                                              | Pat Pimm                                                     | Libéral                                                      |
| 39e                                                          | juin-juil.-2011                                              |                                                              | Pat Pimm                                                     | Indépendant                                                  |
| 39e                                                          | 2011-2013                                                    |                                                              | Pat Pimm                                                     | Libéral                                                      |
| 40e                                                          | 2013–2016                                                    |                                                              | Pat Pimm                                                     | Libéral                                                      |
| 40e                                                          | 2016-2017                                                    |                                                              | Pat Pimm                                                     | Indépendant                                                  |
| 41e                                                          | 2017–2020                                                    |                                                              | Dan Davies                                                   | Libéral                                                      |
| 42e                                                          | 2020–2023                                                    |                                                              | Dan Davies                                                   | Libéral                                                      |
| 42e                                                          | 2023-2024                                                    |                                                              | Dan Davies                                                   | United                                                       |
| 43e                                                          | 2024–en cours                                                |                                                              | Jordan Kealy                                                 | Conservateur                                                 |